# Площадь Леси Украинки (Киев)
Площадь Ле́си Украи́нки — площадь в Печерском районе города Киева.
Расположена между бульваром Леси Украинки, улицами Генерала Алмазова и Михаила Заднепровского.
Возникла в 1960-х годах. Современное название — с 1965 года. На Площади установлен памятник Лесе Украинке.
Площадь названа в честь писательницы Леси Украинки.

## Государственные учреждения
- Центральная избирательная комиссия Украины
- Киевский областной совет
- Киевская областная государственная администрация
- Комитеты Верховного Совета Украины

## Транспорт
- Троллейбусы 14, 38
- Автобус 62
- Трамвайная линия существовала до 1985 года
- Станция метро «Печерская»

## Почтовый индекс
01133